# Нові Жадьки
Нові Жадьки (до 2016 — Карла Маркса) — село в Україні, у Житомирському районі Житомирської області, входить до складу Черняхівської селищної громади. Населення становить 102 осіб.

## Історія
Поселення засновано після 1868 року на південно-східній околиці села Жадьки.